# Іжик Михайло Олегович
Миха́йло Оле́гович І́жик (22 жовтня 1987, Рівне) — український дипломат, мовознавець, кандидат філологічних наук (2015). Автор першого в історії індонезійсько-українського словника.

## Біографія
Народився в сім'ї Олега Григорійовича та Тетяни Михайлівни.
У 2004 році закінчив рівненську середню школу № 2. Того ж року вступив до Інституту філології Київського національного університету імені Тараса Шевченка (спеціальність «Китайська мова та література»).
Влітку 2006 року проходив мовне стажування в Хейлунцзянському університеті (黑龙江大学) в місті Харбін, КНР.
У 2007—2008 роках — в Southern Yangtze University (江南大学) в місті Усі, КНР.
Після отримання диплому бакалавра у 2008 році протягом року навчався в Universitas Indonesia (м.Джакарта) за урядовою освітньою програмою Республіки Індонезія «Darmasiswa».
Автор першого в історії індонезійсько-українського словника.
Отримавши диплом магістра, став пошукачем в Інституті сходознавства ім. А. Ю. Кримського НАН України (науковий керівник — проф. К. М. Тищенко).
У вересні 2014 захистив дисертацію на тему «Етномовні складники лексикону малагасійської мови», здобувши науковий ступінь кандидата філологічних наук.
З 2016 по 2019 роки мешкав в Пекіні, працюючи перекладачем в українській службі Міжнародного радіо Китаю. Був ведучим програми «Невідомий Китай».
В лютому 2019 року став переможцем конкурсу МЗС України на зайняття посади категорії "В".
З грудня 2019 року — другий секретар Посольства України в Республіці Індонезія.
Володіє англійською, китайською та індонезійською мовами.

## Подорожі

На фоні палацу Потала в Лхасі.

Член Українського географічного товариства. Побував більш ніж у 30 країнах.
У квітні 2011 року протягом місяця подорожував Китаєм, доїхавши з Пекіну до Лхаси. Всього за 28 днів подолав 12000 кілометрів.
У листопаді 2014 року під час подорожі Китаєм з прапором України піднявся на вершину гори Тайшань (одна з п'яти священних гір даосизму), передавши вітання землякам.
Брав участь в урочистій церемонії відкриття китайського «Тунелю кохання» в місті Хефей.

## Краєзнавство
Автор статей про міста України на ресурсі Wikitravel. Досліджує історію Рівного.
Є автором книги про футбольне протистояння Рівного та Луцька «Волинське дербі: погляд з Рівного».

## Наукова діяльність

### Мадагаскар та Індонезія: мовна стежка між родичами

Під час навчання в Індонезії зацікавився історією австронезійських мов. Першим у вітчизняному мовознавсті почав досліджувати походження мови острову Мадагаскар — малагасійської — та її зв'язок з індонезійською.

#### Публікації
- Історична інтерпретація малагасійсько-аустронезійських мовно-культурних аналогій // Мовні і концептуальні картини світу. — Вип. 28 — К.: КНУ, 2010.
- Малайсько-полінезійський пласт топонімії Мадагаскару // Вісник Київського національного університету імені Тараса Шевченка Вип. 17 — К.: КНУ, 2011.
- Острів Мадагаскар: порушення «географічної логіки» з погляду лексикостатистики // Вісник Львівського університету. Серія філологічна. Вип. 53 — Львів, 2011, ст.. 190—197.
- Топоніми Мадагаскару індонезійського походження // Мовні і концептуальні картини світу. — Вип. 38 — К.: КНУ, 2012.
- Этимологические компоненты лексики малагасийского языка // «Проблемы истории, филологии, культуры», № 2 (44), 2014. — С. 294—299.

### Індонезійсько-український словник
У 2013 році був виданий індонезійсько-український словник, робота над яким тривала понад 4 роки.
Словник містить 16 000 слів, що активно функціонують в індонезійській мові. Окрім загальновживаної лексики, він містить чимало понять з різних галузей знань — економіки, юриспруденції, медицини тощо. Понад 1500 акронімів та скорочень, які вживаються в сучасній індонезійській мові, виділені в окремий розділ.
Презентація відбулася 17 вересня 2013 року у «Президент Готелі».
Словник активно використовується студентами Інституту філології Київського національного університету імені Тараса Шевченка, які вивчають індонезійську мову та літературу.

## Вибрані передачі в українській службі МРК
- Народний герой Китаю з Черкащини[10]
- Маловідомі факти про Піднебесну[11]
- Міф про створення світу[12]
- Конфуціанський кодекс[13]
- Чотири китайські винаходи[14]
- Марко Поло у Китаї[15]
- Значення кольорів в китайській культурі[16]
- Мудрість Піднебесної: вислови китайських філософів[17]

## Громадська діяльність
Є одним з засновників в Пекіні української футбольної команди «Cossacks UA», що виступає в China International Football League.
Організатор майстер-класів з різних видів українського народного мистецтва в Китаї.

## Відзнаки й нагороди
- Почесна грамота Посольства Республіки Індонезія в Україні (2013).
- Почесна грамота Українського географічного товариства (2017).
- Грамота Посольства України в КНР (2018).
- Подяка Міністерства закордонних справ України (2023).